# Annales Ecclesiastici
Gli Annales Ecclesiastici (titolo completo Annales ecclesiastici a Christo nato ad annum 1198, "Annali Ecclesiastici dalla natività di Cristo al 1198") sono una storia ecclesiastica, che copre i primi dodici secoli della Chiesa cristiana, scritti dal cardinale Cesare Baronio, composta da dodici volumi in folio.

## Origini e struttura
L'opera fu pubblicata la prima volta tra il 1588 e il 1607 come una risposta alla Historia Ecclesiae Christi (Storia della Chiesa di Cristo) luterana, in cui i teologi di Magdeburgo esaminavano la storia della chiesa al fine di dimostrare come la Chiesa cattolica rappresentasse l'Anticristo ed avesse deviato dalle credenze e dalle pratiche della chiesa primitiva. 
Cesare Baronio, bibliotecario della Biblioteca apostolica vaticana dal 1597, aveva accesso a materiale e fonti in precedenza inediti o inutilizzati, che utilizzò nello sviluppo del suo lavoro. Proprio perché nata in risposta ai luterani, l'opera fu inizialmente intitolata Historia ecclesiastica controversa.
Questa, in sintesi, è la struttura dell'opera, incompiuta (l'ultimo volume fu pubblicato postumo) e che si ferma alle soglie del XIII secolo:
| Volume | Pubblicazione | Date di inizio e fine della trattazione                                                 |
| ------ | ------------- | --------------------------------------------------------------------------------------- |
| I      | 1588          | Fino al 100 d.C.                                                                        |
| II     | 1590          | Dal 100 al 306 (morte di Cirillo di Alessandria e Costanzo Cloro)                       |
| III    | 1592          | Fino al 361 (ascesa al trono imperiale di Giuliano)                                     |
| IV     | 1593          | Dal 361 al 395 (Scissione dell'Impero romano-costituzione dell'Impero romano d'Oriente) |
| V      | 1594          | Dal 395 al 440 (terminata la basilica di Santa Maria Maggiore a Roma)                   |
| VI     | 1595          | Dal 440 al 518 (Giustino I succede ad Anastasio I come imperatore romano d'Oriente)     |
| VII    | 1596          | Dal 518 al 590 (Inizia il pontificato di Papa Gregorio I Magno)                         |
| VIII   | 1599          | Dal 590 al 714                                                                          |
| IX     | 1600          | Dal 714 al 842                                                                          |
| X      | 1602          | Dall'843 al 1000                                                                        |
| XI     | 1605          | Dal 1000 al 1099 (inizio della prima crociata)                                          |
| XII    | 1607          | Dal 1100 al 1198                                                                        |

Nell'ultimo volume, pubblicato postumo, Baronio negava l'autenticità della cosiddetta donazione di Costantino. 
Per la mole e lo sforzo, prima di allora mai compiuto, gli Annales Ecclesiastici sono stati a lungo considerati dalla maggior parte degli studiosi come estremamente utili e completiː tra gli altri, l'eminente storico Lord Acton la definì "la più grande storia della Chiesa mai scritta". Comunque, il limite oggettivo dell'opera, nonostante la grande mole di fonti utilizzate, è proprio questa divisione della materia per anni (e qualche volta per mesi), che sminuzza la realtà, riducendola quasi a un semplice racconto di fatti e gesta.